# Contrabassleutel
Met contrabassleutel of subbassleutel duidt men de f-sleutel aan geplaatst op de vijfde lijn van de (vijflijnige) notenbalk. De bassleutel geeft aan dat een noot op deze lijn de stamtoon f (fa) uit het klein-octaaf voorstelt. Deze sleutel was vrij onpraktisch, omdat de noten samenvielen met die van de gewone vioolsleutel. De sleutel verdween in de loop van de 19e eeuw en is thans niet meer in gebruik. In oudere werken, zoals die van Heinrich Schütz, werd de contrabassleutel gebruikt voor lage baspartijen.
Contrabassleutel met de aanduiding van de stamtoon f uit het klein-octaaf.